# Furth im Wald
Furth im Wald è un comune tedesco di 9 300 abitanti, situato nel land della Baviera.
La città è soprannominata Drachenstadt ("città del drago") in riferimento all'evento annuale noto come Drachenstich ("uccisione del drago"). Il Drachenstich, in origine parte della processione del Corpus Christi, è attestata per la prima nel 1590, perciò è una delle rievocazioni popolari più antiche in lingua tedesca. Ogni anno, viene rievocata la leggenda di San Giorgio che trafigge il drago. Dal 2010, l'evento è noto per usare il robot mobile più grande del mondo, un drago animatronico chiamato Tradinno.